# Арка Победы (Кишинёв)
Арка Победы (рум. Arcul de Triumf) — триумфальная арка, памятник истории и архитектуры в центре Кишинёва, Молдавия. Расположена на площади Великого национального собрания  рядом со сквером Кафедрального собора. Сооружена в 1846 году под руководством архитектора И. Заушкевича для размещения колокола весом в 6,4 т, отлитого из трофейных турецких пушек. Арка была возведена в честь победы в Русско-турецкой войне (1828—1829). Реставрирована в 1973 году.

## Архитектурные особенности
Арка Победы представляет собой квадратное в плане архитектурное сооружение высотой 13 метров, разделённое на два яруса. Нижний ярус имеет сквозные прямоугольные проёмы в двух направлениях и 4 пилона с коринфскими колоннами на пьедесталах, сложно декорированным фризом и развитым карнизом. Верхний аттиковый ярус обработан лопатками и завершён карнизом, со стороны площади на этом ярусе размещены часы. 
В советское время в нижнем ярусе на мраморных досках, вмонтированных между колоннами с внутренних сторон пилонов, были высечены тексты на русском и молдавском языках — Приказ Верховного Главнокомандующего Вооружёнными Силами СССР об освобождении Кишинёва от немецко-румынских оккупантов, указы Президиума Верховного Совета СССР о награждении Молдавской ССР и Кишинёва правительственными наградами, имена воинов Советской Армии, удостоенных звания Героя Советского Союза за подвиги в боях на территории Молдавии в годы Великой Отечественной войны и имена Героев Советского Союза — уроженцев Молдавии.
В настоящее время осталась только небольшая памятная плита, указывающая год постройки Арки (1846) архитектором Л. Заушкевичем и год её реставрации (1973).
Арка является частью ансамбля площади и сквера Кафедрального собора: арка находится на одной оси с колокольней и собором, служа как бы воротами к храму.